# 希羅凱 (梅利托波爾區)
46°56′31″N 34°55′5″E / 46.94194°N 34.91806°E
希羅凱（烏克蘭語：Широке）是位於烏克蘭東南部的村莊，由扎波羅熱州梅利托波爾區的韋塞萊市鎮負責管轄。該村距離比洛里齊克9公里，始建於1958年，面積1.16平方公里，海拔高度69米，2001年人口1,048。